# Tukuma
Tukuma – duński dramat z 1984 roku w reżyserii Pallego Kjærulff-Schmidta, zrealizowany na Grenlandii. Film ten był aktorskim debiutem grenlandzkiego aktora i piosenkarza Rasmusa Lybertha.

## Opis fabuły[1]
Pewien Duńczyk, określany przez Inuitów mianem Tukuma, zginął prawdopodobnie w tajemniczych okolicznościach. Jego brat Erik wyrusza na Grenlandię w celu odkrycia przyczyn tajemniczej śmierci Tukumy (tzn. Tego, Który Zawsze Jest Zajęty). Na miejscu styka się z kulturą i serdecznością dawnych Grenlandczyków.

## Obsada[2]
- Thomas Eje – Erik
- Rasmus Lyberth – Rasmus
- Rasmus Thygesen – Otto
- Naja Rosing Olsen – Sørine
- Benedikte Schmidt – Elisabeth